# 井上和子 (女優)
井上 和子（いのうえ かずこ、1972年4月10日 - ）は、舞台女優。夫は俳優の布施博。

## 略歴
- 東京都立昭和高等学校、山野美容専門学校卒業
- 1981年から1991年まで劇団あすなろ所属
- 1992年から1993年までいずみたくミュージカルアカデミー所属
- 1994年、布施博主宰・東京ロックンパラダイス所属
- 2012年4月、布施博と結婚[1]。

## 活動歴

### 劇団あすなろ
- 夏の子供名作劇場 ハックルベリーの冒険・宝島・不思議の国のアリス・ピノキオ・鏡のかけら・白いライオン・西遊記など出演
- 多摩美術大学卒業制作映画「あたしに傘」出演／・劇団あすなろ制作映画「愛が聴こえますか」主演
- 舞台「奇跡の人」 主演：大竹しのぶ・中島朋子 演出：テリーシュライバー 東京・大阪・札幌・横浜 出演

### いずみたくミュージカルアカデミミー
- ミュージカル「悪魔になってみませんか」出演／・ミュージカル「夢で踊ろう」出演

### 東京ロックンパラダイス
- 1994年
  - OVER THE FENCE（吉祥寺バウスシアター）
- 1995 年
  - さらば青春の光（東演パラータ）
  - Harley Davidson On Mymind（新宿ルミネホール）
  - MEAN STREET（スペース107）
- 1996年
  - Here I am (スタジオあくとれ)
  - BONS OF AFFECTION（天王洲ソフィアメックス／東京公演）（天神 IMS HALL／福岡公演） 1997
  - THE WAY WE ARE（銀座小劇場）
  - 四男二女に愛人一人（アートボックスホール）
- 1998年
  - トラベルトラブル（スタジオはるか）
  - GET LOOSE（スペース107）
- 1999年
  - AWAKE（シアターVアカサカ）
  - 堅気の高木（アートボックス）
  - ENDLESS SUMMER（シアターモリエール）
- 2000年
  - SET OFF（シアターVアカサカ
- 2001年
  - be not (シアターブラッツ)
  - Ups and down 〜七転八越〜（シアターブラッツ）
- 2002年
  - いいんじゃない？（シアターブラッツ）
- 2003年
  - えんとつの上、星空の下（シアターブラッツ）
- 2004年
  - いなほ銀行上石神井支店〜8番でお待ちのお客様〜（シアターブラッツ）
- 2005年
  - 堅気の高木（再演）（シアターブラッツ）
- 2006年
  - 七転八越（再演）
- 2007年
  - 五ヶ瀬村大字三ヶ所谷下ル(シアターブラッツ）
- 2008年
  - やぶからぼうにレインボー（シアターブラッツ）
- 2009年
  - 昨日の向こう側、明日の隣（シアターブラッツ）
- 2010年
  - えんとつの上、ほしぞらの下（シアターブラッツ）
- 2011年
- ダブルクリック（シアターブラッツ）
- トラコテ（シアターブラッツ）
- 2012年
- いなほ銀行上石神井出張所~8番でお待ちのお客様~（再演）（シアターブラッツ）

　　　　　
　　　　　　　　1997年「THE WAY WE ARE」以降 同団体の脚本を担当する